# میخایلوفکا (شهرستان بیژبولیاکسکی، باشقیرستان)
میخایلوفکا (انگلیسی: Mikhaylovka, Bizhbulyaksky District, Republic of Bashkortostan) یک شهرک در شهرستان بیژبولیاکسکی باشقیرستان کشور روسیه است.